# Cloreto de sulfurila
Cloreto de sulfurila é o composto inorgânico de fórmula química SO2Cl2. Em temperatura ambiente, apresenta-se como um líquido incolor com odor pungente. Cloreto de sulfurila não é encontrado na natureza, como pode ser inferido pela sua rápida hidrólise.
Cloreto de sulfurila é comumente confundido com o cloreto de tionila, SOCl2. As propriedades destes dois oxicloretos de enxofre são claramente diferentes: cloreto de sulfurila é uma fonte de cloro enquanto que o cloreto de tionila é um fonte de íons cloreto. Uma nomenclatura alternativa fornecida pela IUPAC é sulfuroyl dichloride (cloreto de sufuroíla).

## Estrutura
O enxofre é tetraédrico no SO2Cl2, sendo ligado a dois átomos de oxigênio via ligações duplas e a dois átomos de cloro via ligações simples. O estado de oxidação do átomo de enxofre é +6, como no H2SO4.

## Reações
Cloreto de sulfurila reage com água liberando cloreto de hidrogênio gasoso e ácido sulfúrico:
2 H2O  +  SO2Cl2  →  2 HCl + H2SO4

## Produção
Ele é produzido pela reação do dióxido de enxofre com cloro na presença de um catalisador, tal como o carvão ativado, ou pela decomposição do ácido clorossulfúrico:
{\displaystyle \mathrm {SO_{2}(g)+Cl_{2}(g)\ \longrightarrow \ \ SO_{2}Cl_{2}(l)} }
{\displaystyle \mathrm {2\ HSO_{3}Cl\ \longrightarrow \ \ SO_{2}Cl_{2}+H_{2}SO_{4}} }
O produto bruto pode ser purificado por destilação fracionada. É incomum preparar SO2Cl2 no laboratório porque ele é comercialmente disponível. Cloreto de sulfurila pode também ser considerado um derivado do ácido sulfúrico.